# Canton des Coteaux de Moselle
Le canton des Coteaux de Moselle est une circonscription électorale française du département de la Moselle.

## Histoire
Un nouveau découpage territorial de la Moselle entre en vigueur à l'occasion des élections départementales de 2015. Il est défini par le décret du 18 février 2014, en application des lois du 17 mai 2013 (loi organique 2013-402 et loi 2013-403). Les conseillers départementaux sont, à compter de ces élections, élus au scrutin majoritaire binominal mixte. Les électeurs de chaque canton élisent au Conseil départemental, nouvelle appellation du Conseil général, deux membres de sexe différent, qui se présentent en binôme de candidats. Les conseillers départementaux sont élus pour 6 ans au scrutin binominal majoritaire à deux tours, l'accès au second tour nécessitant 12,5 % des inscrits au 1er tour. En outre la totalité des conseillers départementaux est renouvelée. Ce nouveau mode de scrutin nécessite un redécoupage des cantons dont le nombre est divisé par deux avec arrondi à l'unité impaire supérieure si ce nombre n'est pas entier impair, assorti de conditions de seuils minimaux. Dans la Moselle, le nombre de cantons passe ainsi de 51 à 27.
Le canton des Coteaux de Moselle est formé de communes des anciens cantons de Ars-sur-Moselle (18 communes), de Montigny-lès-Metz (1 commune), de Verny (8 communes) et de Woippy (2 communes). Il est entièrement inclus dans l'arrondissement de Metz. Le bureau centralisateur est situé à Moulins-lès-Metz.

## Représentation
| Période élective | Période élective | Mandat | Mandat   | Identité           | Nuance | Nuance | Qualité |
| ---------------- | ---------------- | ------ | -------- | ------------------ | ------ | ------ | --- |
| 2015             | 2021             | 2015   | 2021     | Jean François      |        | LR     | 1er vice-président du Département, conseiller municipal de Saint-Jure Ancien conseiller général du Canton de Verny (2001-2015) |
| 2015             | 2021             | 2015   | 2021     | Bernadette Lapaque |        | LR     | Adjointe au maire de Moulins-lès-Metz                                                                                          |
| 2021             | 2028             | 2021   | en cours | Jean François      |        | LR     | Conseiller sortant |
| 2021             | 2028             | 2021   | en cours | Bernadette Lapaque |        | LR     | Conseillère sortante |

### Résultats détaillés

#### Élections de mars 2015
À l'issue du 1er tour des élections départementales de 2015, deux binômes sont en ballottage : Jean François et Bernadette Lapaque (UMP, 36,47 %) et Thibaut Albrech et Carine Wolf (FN, 32,87 %). Le taux de participation est de 49,09 % (13 662 votants sur 27 831 inscrits) contre 44,87 % au niveau départemental et 50,17 % au niveau national.
Au second tour, Jean François et Bernadette Lapaque (UMP) sont élus avec 63,36 % des suffrages exprimés et un taux de participation de 47,91 % (7 785 voix pour 13 333 votants et 27 830 inscrits).

#### Élections de juin 2021
Le premier tour des élections départementales de 2021 est marqué par un très faible taux de participation (33,26 % au niveau national). Dans le canton des Coteaux de Moselle, ce taux de participation est de 29,8 % (8 304 votants sur 27 867 inscrits) contre 26,75 % au niveau départemental. À l'issue de ce premier tour, deux binômes sont en ballottage : Jean François et Bernadette Lapaque (Union à droite, 47,86 %) et Mathias Boquet et Marie Michelle Hafner (Union à gauche avec des écologistes, 28,98 %).
Le second tour des élections est marqué une nouvelle fois par une abstention massive équivalente au premier tour. Les taux de participation sont de 34,36 % au niveau national, 27,16 % dans le département et 30,22 % dans le canton des Coteaux de Moselle. Jean François et Bernadette Lapaque (Union à droite) sont élus avec 65,68 % des suffrages exprimés (5 124 voix pour 8 423 votants et 27 871 inscrits),,.

## Composition
Lors de sa création, le canton des Coteaux de Moselle comprenait vingt-neuf communes.
À la suite de la création des communes nouvelles d'Ancy-Dornot au 1er janvier 2016 par regroupement entre Ancy-sur-Moselle et Dornot et de Rezonville-Vionville au 1er janvier 2019 par regroupement entre Rezonville et Vionville, le canton compte désormais vingt-sept communes entières.
| Nom                                      | Code Insee | Intercommunalité      | Superficie (km2) | Population (dernière pop. légale) | Densité (hab./km2) | Modifier                                    |
| ---------------------------------------- | ---------- | --------------------- | ---------------- | --------------------------------- | ------------------ | ------------------------------------------- |
| Moulins-lès-Metz (bureau centralisateur) | 57487      | Eurométropole de Metz | 6,98             | 5 161 (2022)                      | 739                | modifier les données · modifier les données |
| Ancy-Dornot                              | 57021      | CC Mad et Moselle     | 10,25            | 1 474 (2022)                      | 144                | modifier les données · modifier les données |
| Arry                                     | 57030      | CC Mad et Moselle     | 6,88             | 532 (2022)                        | 77                 | modifier les données · modifier les données |
| Ars-sur-Moselle                          | 57032      | Eurométropole de Metz | 11,60            | 4 645 (2022)                      | 400                | modifier les données · modifier les données |
| Augny                                    | 57039      | Eurométropole de Metz | 14,98            | 2 127 (2022)                      | 142                | modifier les données · modifier les données |
| Châtel-Saint-Germain                     | 57134      | Eurométropole de Metz | 12,88            | 1 869 (2022)                      | 145                | modifier les données · modifier les données |
| Coin-lès-Cuvry                           | 57146      | Eurométropole de Metz | 6,65             | 817 (2022)                        | 123                | modifier les données · modifier les données |
| Coin-sur-Seille                          | 57147      | Eurométropole de Metz | 3,31             | 334 (2022)                        | 101                | modifier les données · modifier les données |
| Corny-sur-Moselle                        | 57153      | CC Mad et Moselle     | 8,20             | 2 155 (2022)                      | 263                | modifier les données · modifier les données |
| Cuvry                                    | 57162      | Eurométropole de Metz | 5,44             | 1 040 (2022)                      | 191                | modifier les données · modifier les données |
| Féy                                      | 57212      | Eurométropole de Metz | 5,66             | 741 (2022)                        | 131                | modifier les données · modifier les données |
| Gorze                                    | 57254      | CC Mad et Moselle     | 17,94            | 1 133 (2022)                      | 63                 | modifier les données · modifier les données |
| Gravelotte                               | 57256      | Eurométropole de Metz | 5,66             | 813 (2022)                        | 144                | modifier les données · modifier les données |
| Jouy-aux-Arches                          | 57350      | CC Mad et Moselle     | 6,01             | 1 431 (2022)                      | 238                | modifier les données · modifier les données |
| Jussy                                    | 57352      | Eurométropole de Metz | 2,91             | 458 (2022)                        | 157                | modifier les données · modifier les données |
| Lessy                                    | 57396      | Eurométropole de Metz | 2,85             | 794 (2022)                        | 279                | modifier les données · modifier les données |
| Lorry-lès-Metz                           | 57415      | Eurométropole de Metz | 6,09             | 1 726 (2022)                      | 283                | modifier les données · modifier les données |
| Lorry-Mardigny                           | 57416      | Eurométropole de Metz | 11,36            | 678 (2022)                        | 60                 | modifier les données · modifier les données |
| Marieulles                               | 57445      | Eurométropole de Metz | 8,19             | 699 (2022)                        | 85                 | modifier les données · modifier les données |
| Novéant-sur-Moselle                      | 57515      | CC Mad et Moselle     | 12,89            | 1 861 (2022)                      | 144                | modifier les données · modifier les données |
| Pouilly                                  | 57552      | Eurométropole de Metz | 5,11             | 927 (2022)                        | 181                | modifier les données · modifier les données |
| Pournoy-la-Chétive                       | 57553      | Eurométropole de Metz | 2,56             | 613 (2022)                        | 239                | modifier les données · modifier les données |
| Rezonville-Vionville                     | 57578      | CC Mad et Moselle     | 23,10            | 506 (2022)                        | 22                 | modifier les données · modifier les données |
| Rozérieulles                             | 57601      | Eurométropole de Metz | 6,58             | 1 330 (2022)                      | 202                | modifier les données · modifier les données |
| Sainte-Ruffine                           | 57624      | Eurométropole de Metz | 0,71             | 605 (2022)                        | 852                | modifier les données · modifier les données |
| Vaux                                     | 57701      | Eurométropole de Metz | 6,63             | 786 (2022)                        | 119                | modifier les données · modifier les données |
| Vernéville                               | 57707      | Eurométropole de Metz | 9,18             | 676 (2022)                        | 74                 | modifier les données · modifier les données |
| Canton des Coteaux de Moselle            | 5705       |                       | 220,60           | 35 931 (2022)                     | 163                | modifier les données                        |

## Démographie
En 2022, le canton comptait 35 931 habitants, en évolution de +2 % par rapport à 2016 (Moselle : +0,52 %, France hors Mayotte : +2,11 %).
| 2013   | 2018   | 2022   |
| ------ | ------ | ------ |
| 35 644 | 35 343 | 35 931 |